# Mycalesis jolana
Mycalesis jolana är en fjärilsart som beskrevs av Hans Fruhstorfer 1908. Mycalesis jolana ingår i släktet Mycalesis och familjen praktfjärilar. Inga underarter finns listade i Catalogue of Life.